# Hypostilbus griseus
Hypostilbus griseus là một loài bọ cánh cứng trong họ Cerambycidae.